# 가이아나 올림픽 협회
가이아나 올림픽 협회(영어: Guyana Olympic Association)는 가이아나의 국가 올림픽 위원회이다. IOC 코드는 GUY이다. 본부는 조지타운에 있으며 범아메리카 스포츠 기구에 소속되어 있다.
영국령 기아나 시대였던 1935년에 설립되었으며 1948년에 국제 올림픽 위원회의 승인을 받았다. 올림픽, 팬아메리칸 게임, 중앙아메리카·카리브해 경기 대회, 남아메리카 게임, 코먼웰스 게임을 비롯한 국제 스포츠 대회에 참가하는 가이아나의 선수들을 대표한다.

## 같이 보기
- 올림픽 가이아나 선수단